# مارکو للوف
مارکو للوف (استونیایی: Marko Lelov؛ زادهٔ ۲۱ نوامبر ۱۹۷۳) بازیکن سابق و مربی فوتبال اهل استونی است.
از باشگاه‌هایی که در آن بازی کرده‌است می‌توان به باشگاه فوتبال فلورا تالین و باشگاه فوتبال ویلیاندی تولویک اشاره کرد.
وی همچنین در تیم‌های ملی فوتبال زیر ۱۹ سال استونی، زیر ۲۱ سال استونی، و استونی بازی کرده‌است.